# Laoudi-Ba
Laoudi-Ba  è una città e sottoprefettura della Costa d'Avorio appartenente al dipartimento di Bondoukou. Conta una popolazione di 56 882 abitanti (censimento 2014).